# Grosse Scheidegg
Die Grosse Scheidegg ist der Pass, der Grindelwald im Tal der Schwarzen Lütschine mit Meiringen im Haslital (Aare) verbindet. Die Passhöhe liegt auf  1962 m ü. M. unterhalb des Wetterhorns. Auf der Nordseite steigt der Grat zum Schwarzhorn auf.
Auf der Grindelwalder Seite bildet die Scheidegg den Abschluss des breiten Talkessels. Die Aussicht aufs Tal und die umgebenden Felswände von Wetterhorn, Schreckhorn und Eiger ist eindrücklich. Auf der nördlichen Seite ist die Passhöhe nur durch das enge Reichenbachtal zu erreichen.
Seit 1979 besteht eine durchgehende Strassenverbindung über die Grosse Scheidegg. Zwischen Schwarzwaldalp (von Meiringen mit Postauto erreichbar) und Oberem Grindelwaldgletscher besteht ein regulärer Verkehr mit dem GrindelwaldBus. Privater Autoverkehr ist nur für Anwohner und für Hotelgäste mit Bewilligung zugelassen. Dies macht die Grosse Scheidegg zu einem beliebten Ziel für Radfahrer. 1996 führte die Tour de Suisse erstmals über die Grosse Scheidegg.
Auf der Passhöhe gibt es ein gleichnamiges Hotel für Ausflügler und Wanderer. Im Winter werden zum Teil Schlittenfahrten von der Grossen Scheidegg zur Schwarzwaldalp angeboten.
Im Gegensatz zur Kleinen Scheidegg ist die Grosse Scheidegg weniger hoch (99 Meter niedriger), weniger gut erschlossen und weniger besucht. Das Gross im Namen bezieht sich wohl auf die grössere Bedeutung: Der Übergang ins Haslital war in älteren Zeiten wichtiger für die Grindelwalder im Vergleich zum Pass nach Wengen und ins Lauterbrunnental, das auf anderer Route bequemer zu erreichen war.

## Bilder

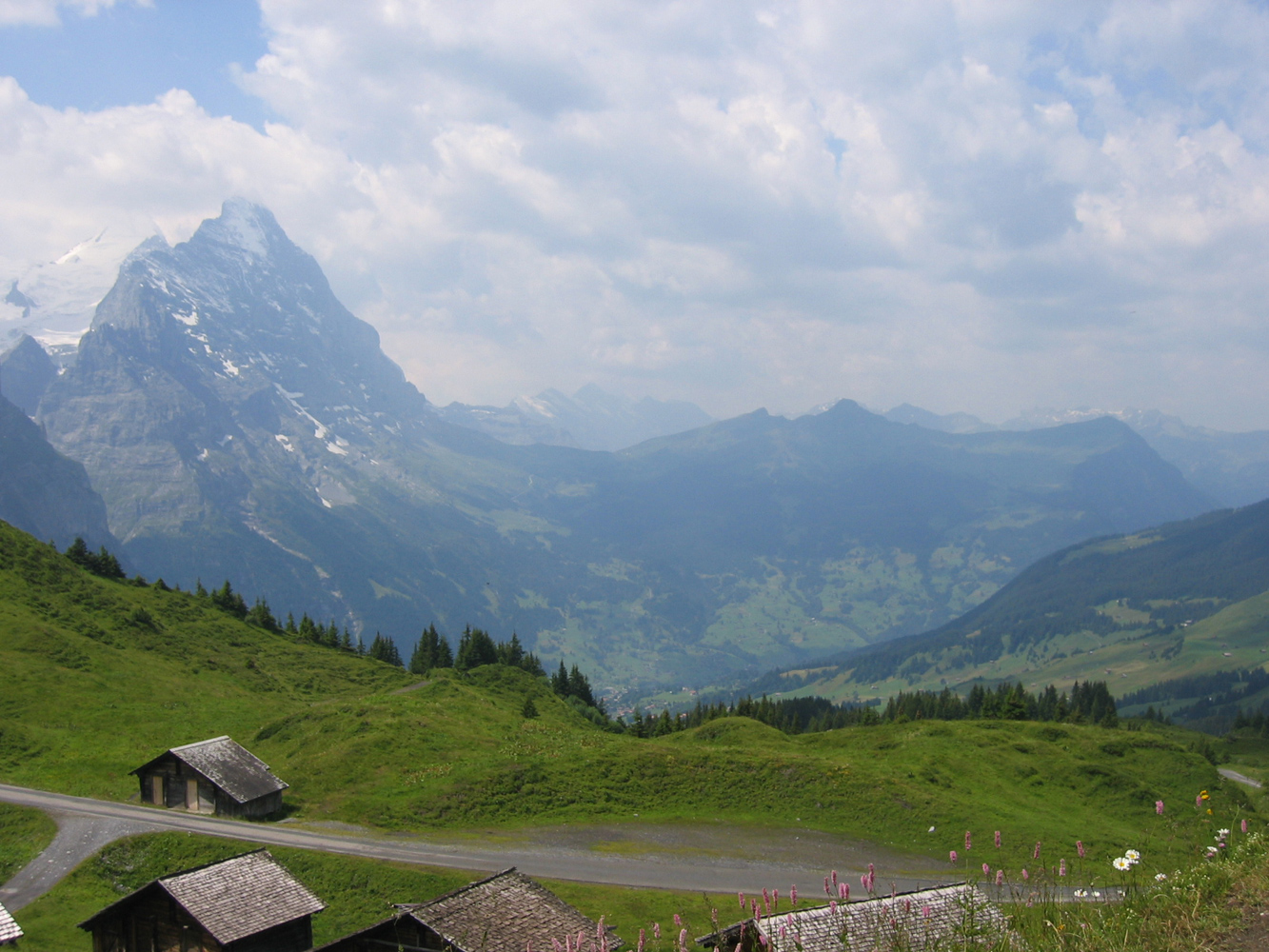
Aussicht auf Eiger und das Grindelwaldtal
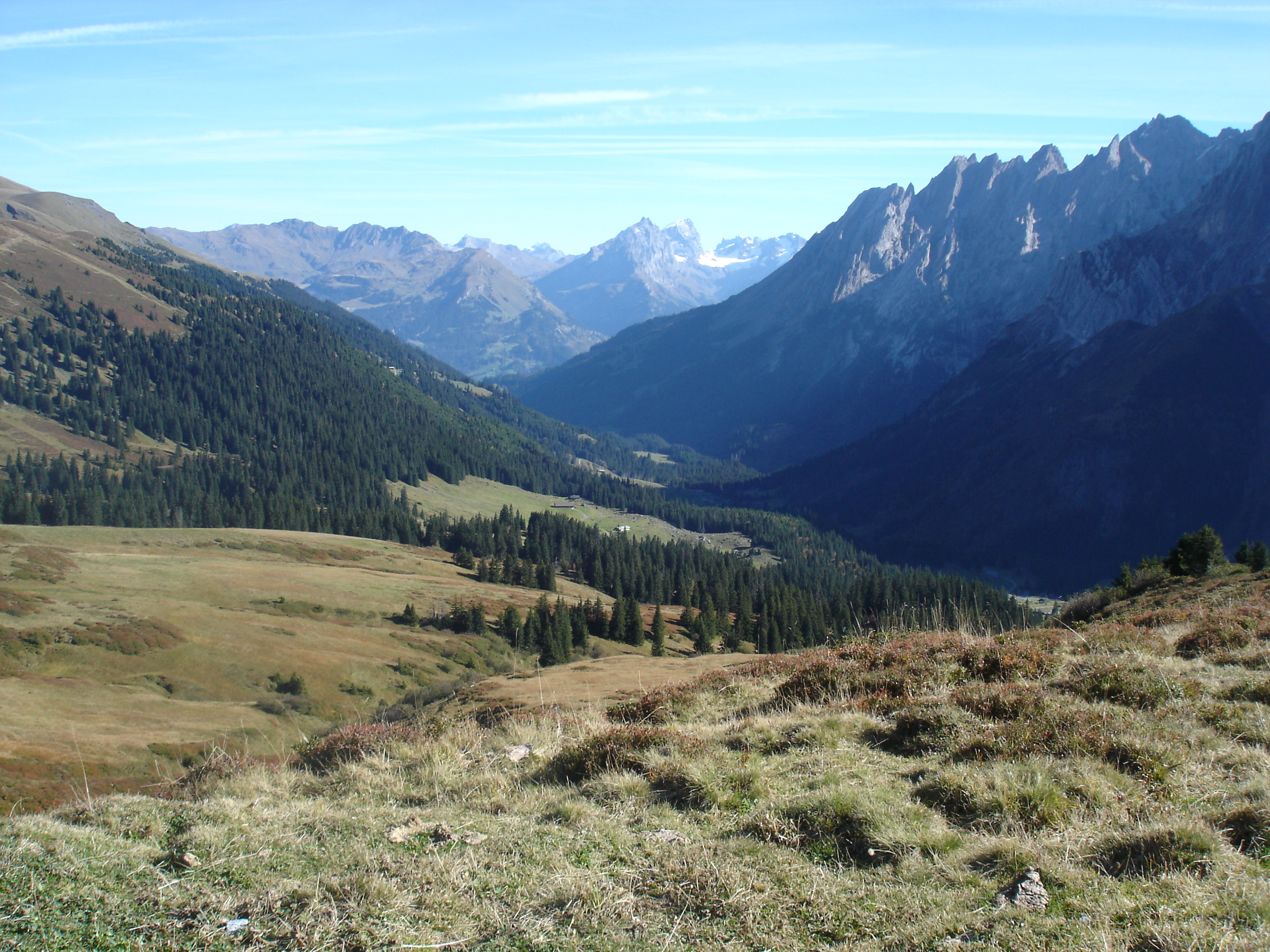
Blick nach Osten ins Rosenlauital
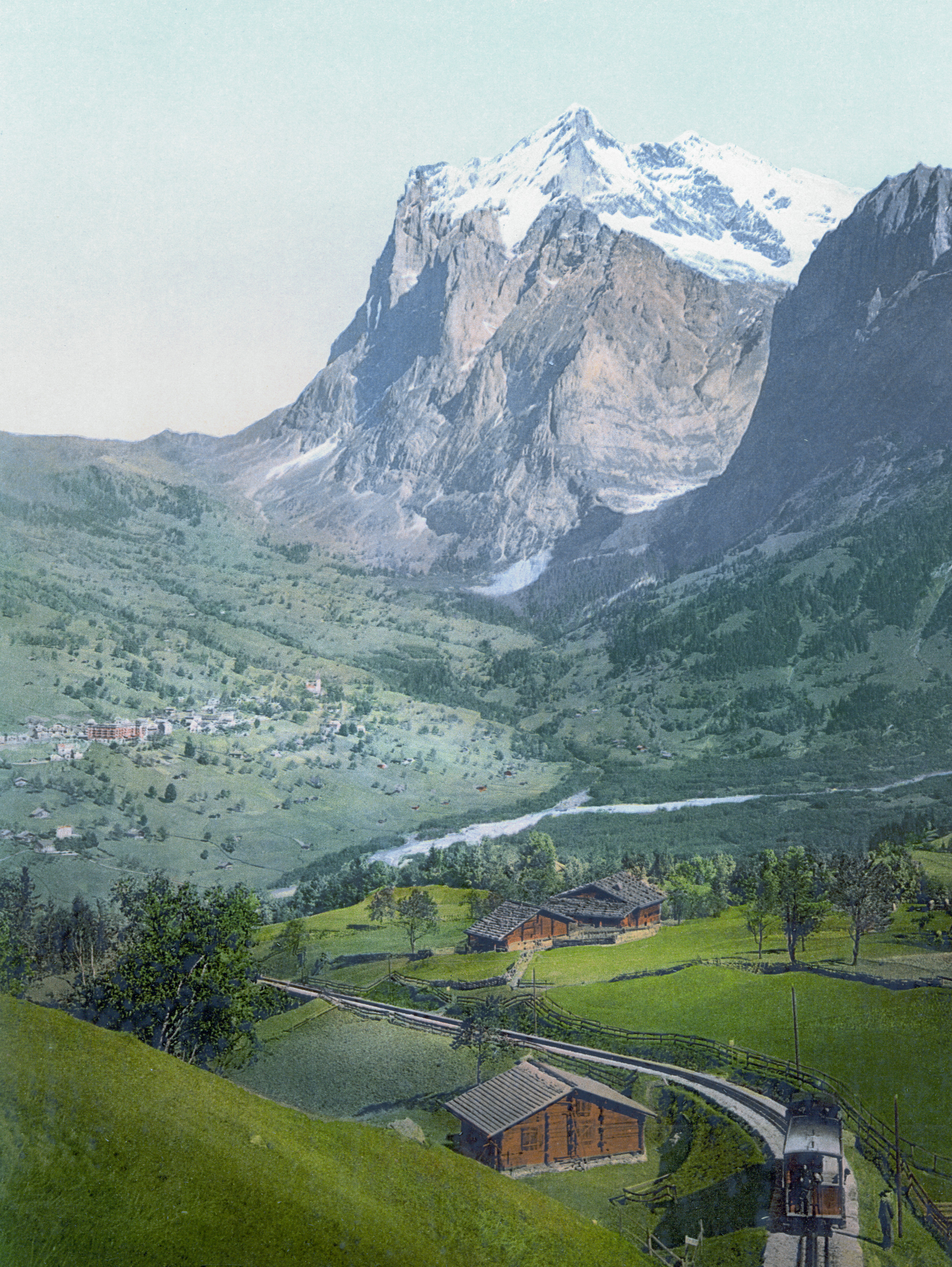
Blick auf Grindelwald mit der Grossen Scheidegg am linken oberen Rand
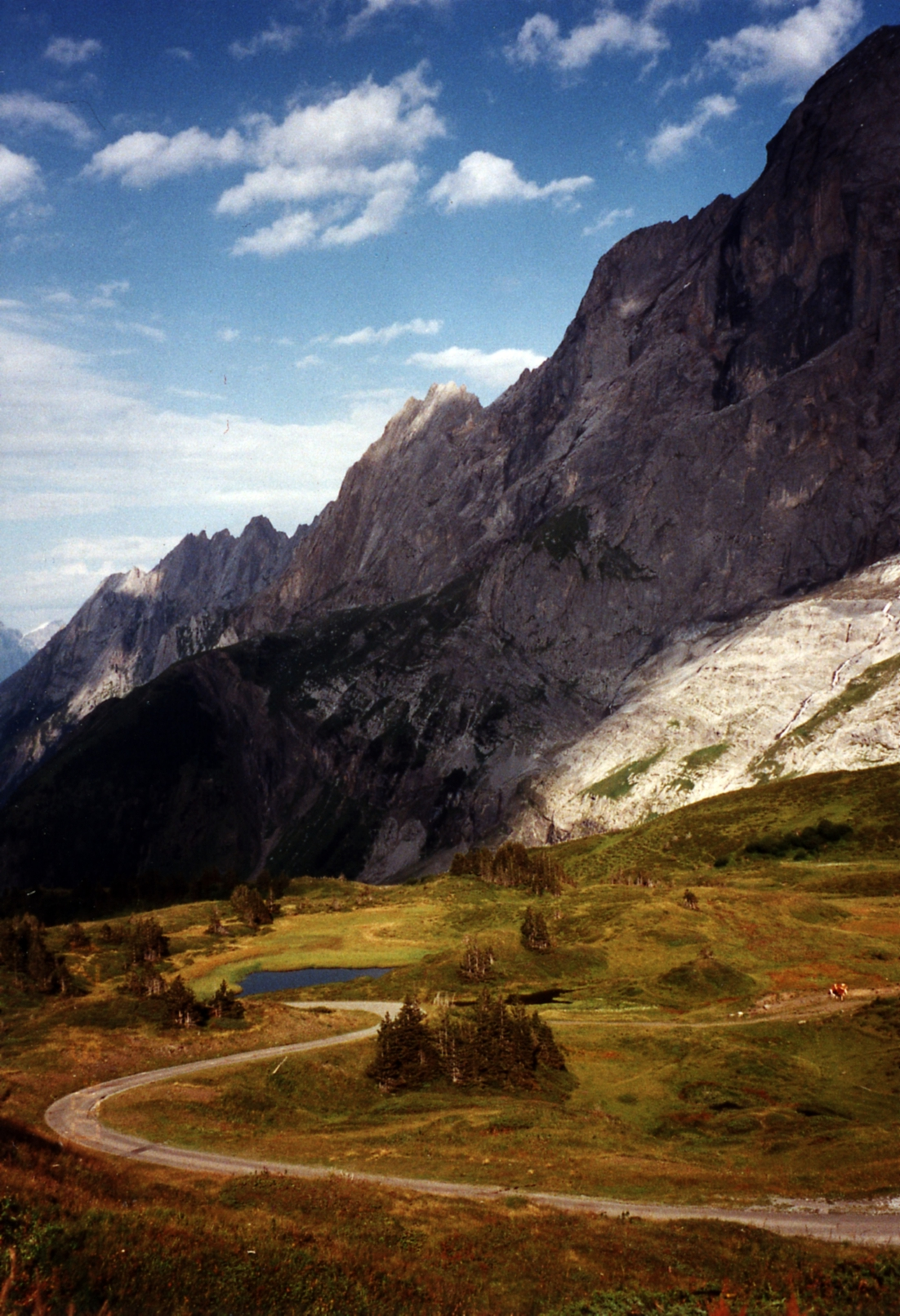
Grosse Scheidegg
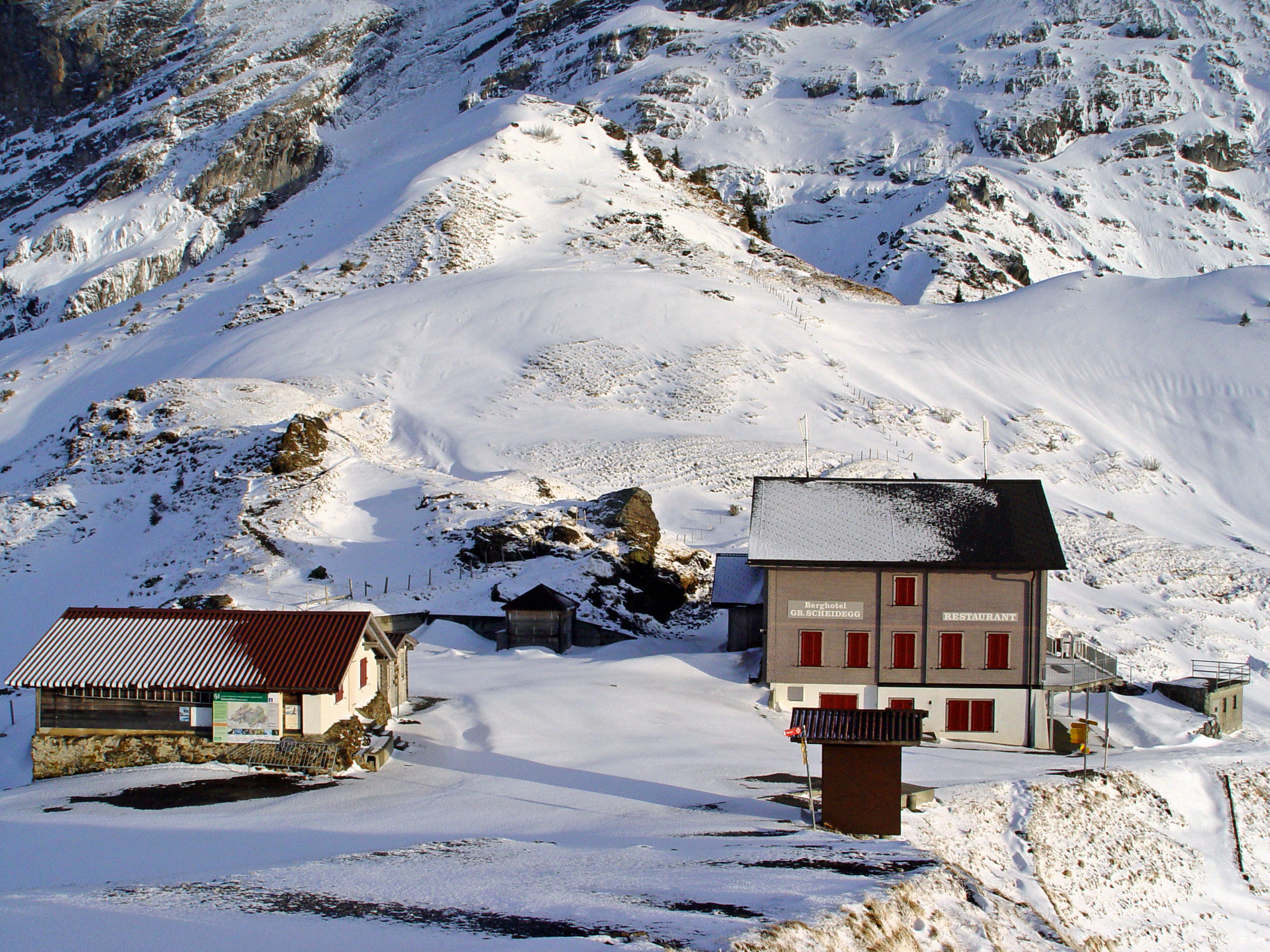
Grosse Scheidegg aus der Nähe (hinter dem Hotel)
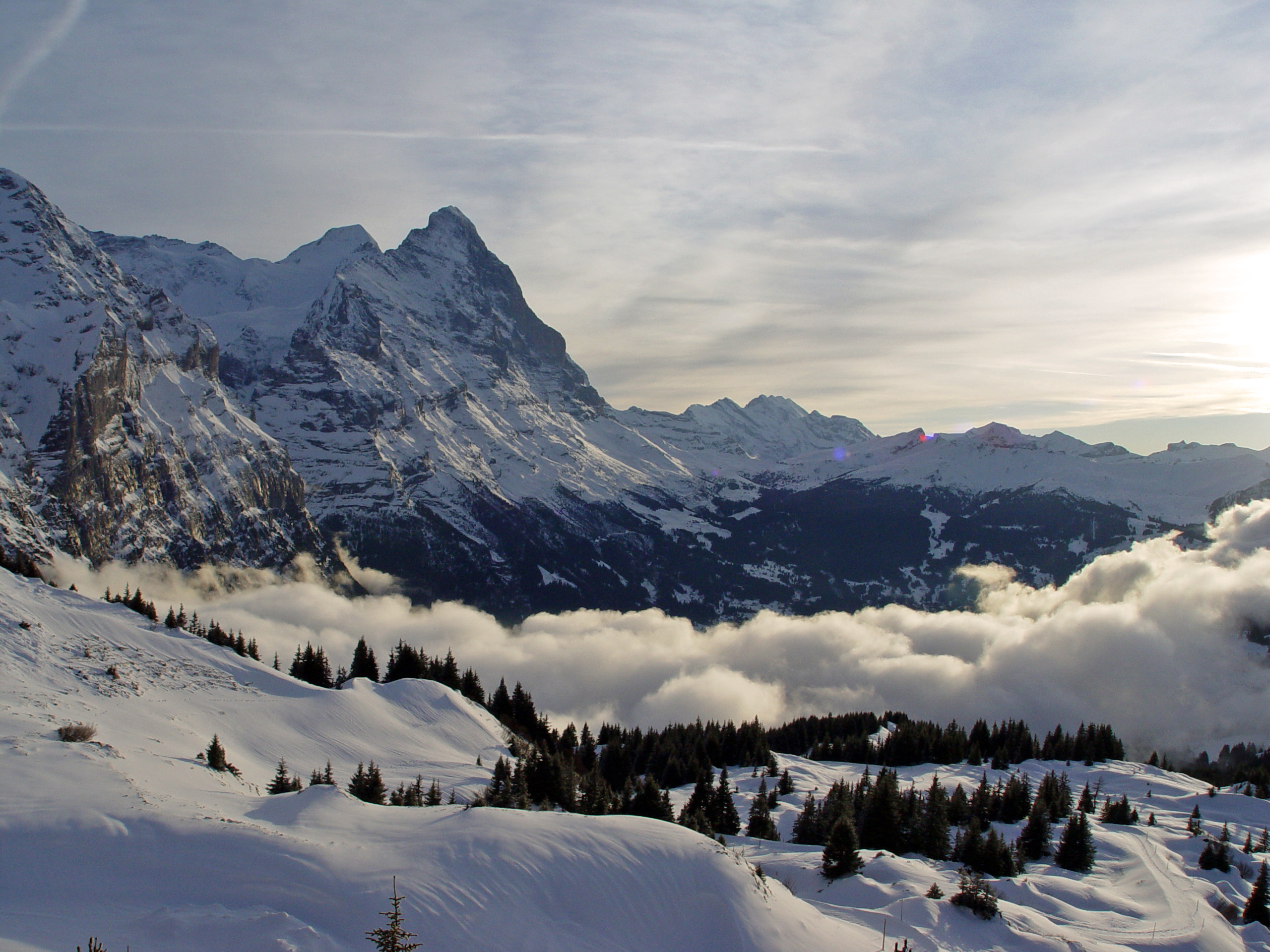
Aussicht von der Grossen Scheidegg auf Eiger und Grindelwaldtal